# Uniwersytet Morski w Gdyni
Uniwersytet Morski w Gdyni, dawniej Wyższa Szkoła Morska w Gdyni,  Akademia Morska w Gdyni – polska uczelnia morska w Gdyni.
Uczelnia kształci kadry na potrzeby gospodarki morskiej, a w szczególności przyszłych oficerów marynarki handlowej – specjalistów w zakresie nawigacji i eksploatacji statków, eksploatacji siłowni okrętowych, elektroniki i elektrotechniki okrętowej, również eksploatacji portów i logistyki, eksploatacji lądowych systemów technicznych i remontów, specjalistów ds. gospodarki morskiej oraz kadr menadżerskich dla przedsiębiorstw lądowego zaplecza gospodarki morskiej.
Obecnie Uniwersytet kształci w przewadze na kierunkach i specjalnościach typowo lądowych.

## Historia

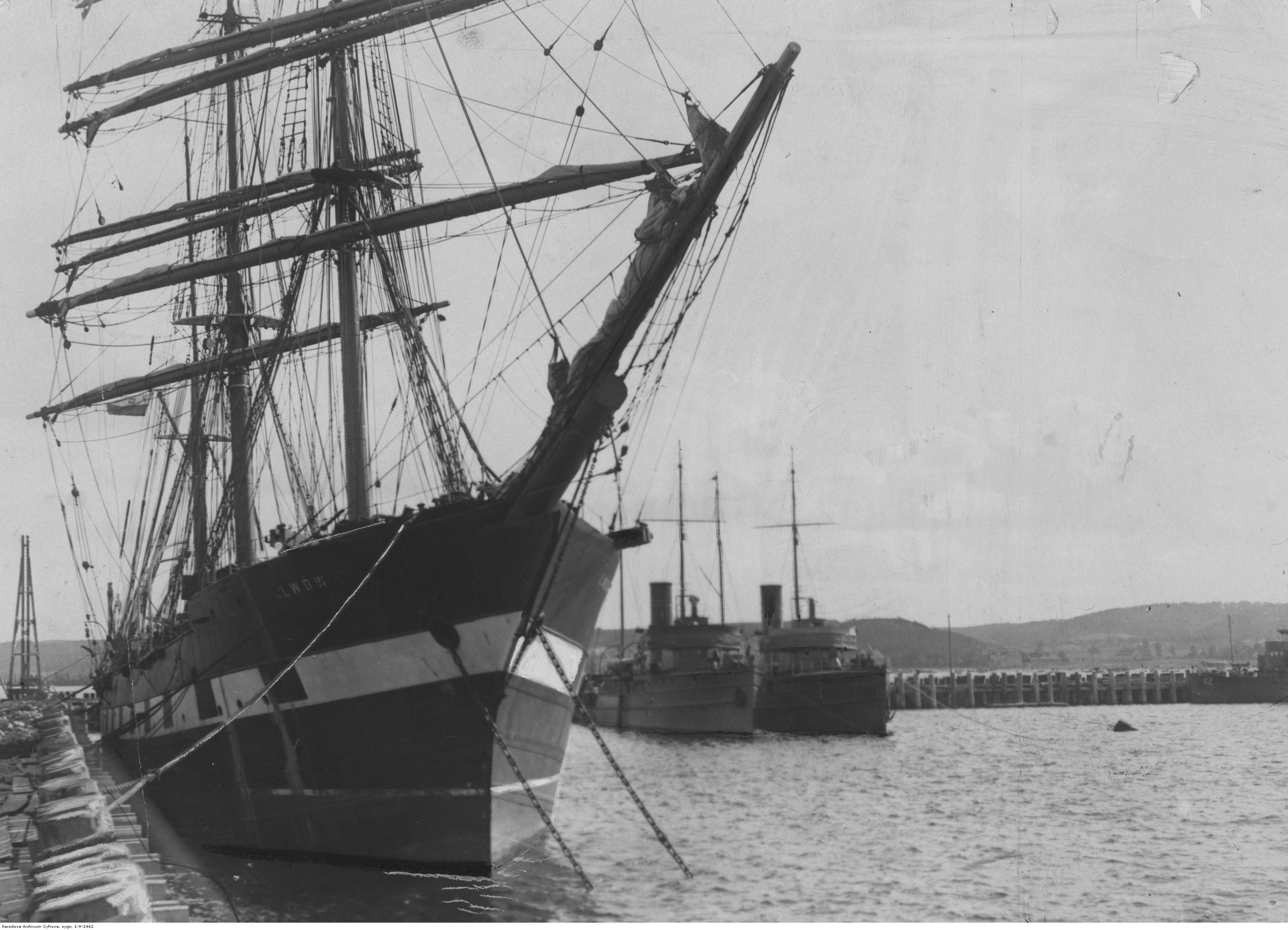
STS Lwów

Uczelnia powstała w 1920 roku jako wyższy zakład naukowy – Szkoła Morska w Tczewie z dwoma wydziałami – Nawigacyjnym i Mechanicznym. Absolwenci mieli uprawnienia, jakie dawały studia wyższe. Ze względu na trwającą wojnę polsko-bolszewicką zajęcia dydaktyczne zainaugurowano dopiero 8 grudnia (dzień ten obchodzony jest jako Święto Szkoły). W roku 1921 podniesiono banderę na pierwszej jednostce szkolnej STS Lwów.

W 1930 roku szkołę przeniesiono do Gdyni, do nowo wybudowanego kompleksu budynków przy ul. Morskiej i zmieniono jej nazwę na Państwowa Szkoła Morska. W tym samym roku Lwów został wymieniony na nowy szkolny żaglowiec – Dar Pomorza. 3 grudnia 1930 roku szkoła została odznaczona Złotym Krzyżem Zasługi „za wyjątkowe zasługi na polu rozwoju marynarki handlowej”. W 1938 roku powstał Wydział Transportu i Administracji Morskiej.

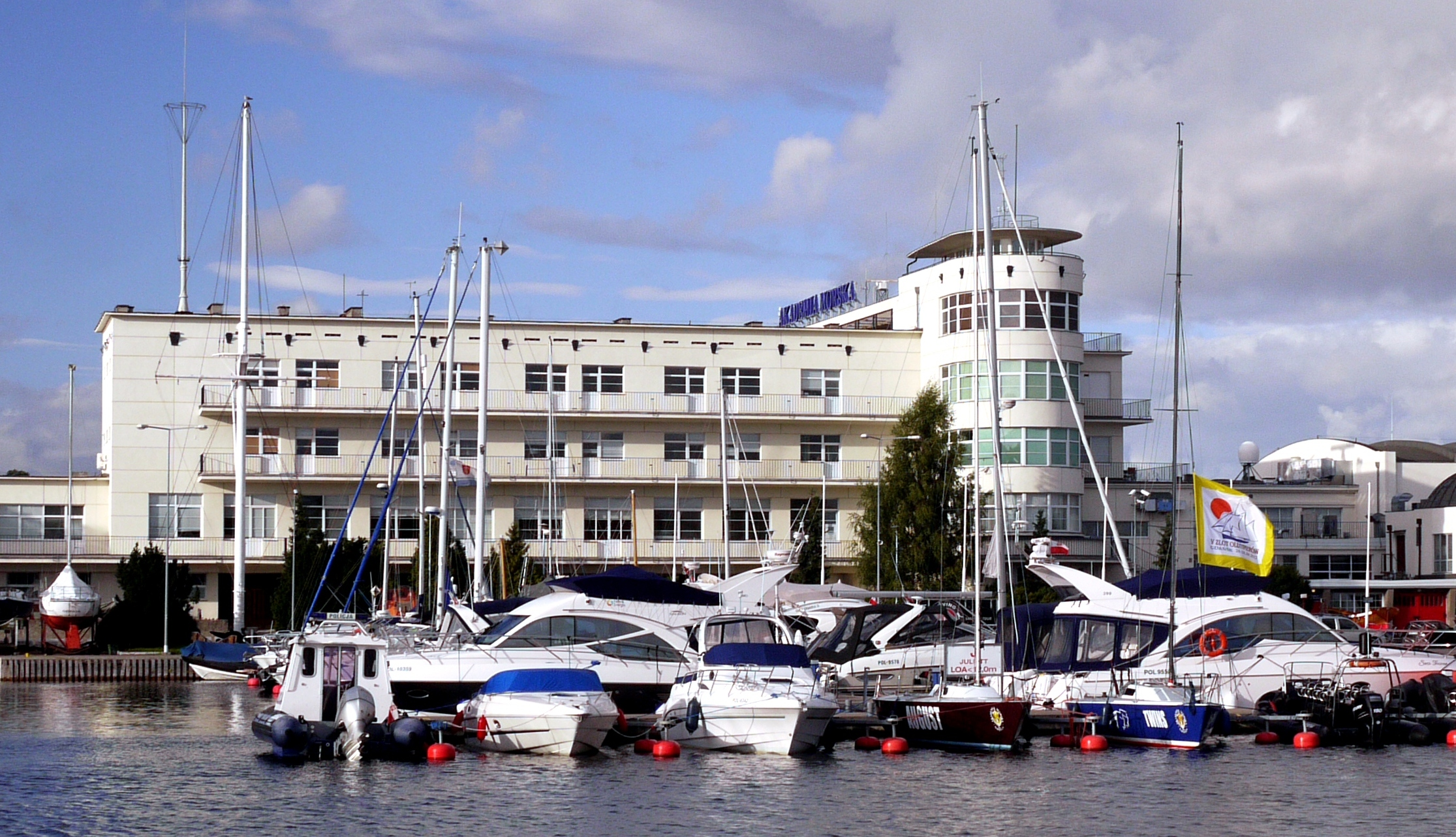
Uniwersytet Morski – Wydział Nawigacyjny w modernistycznym i zabytkowym Domu Żeglarza Polskiego z 1937 r. Architektura inspirowana formą statku autorstwa architektów Bohdana Damięckiego i Tadeusza Sieczkowskiego. Widok na reprezentacyjną fasadę nad basenem jachtowym imienia generała Mariusza Zaruskiego.

W czasie wojny szkoła prowadziła działalność w Anglii, w Southampton i Londynie.
Po wojnie wróciła do dawnej siedziby, jako szkoła średnia. W roku 1947, Wydział Nawigacyjny przeniesiono z Gdyni do Szczecina, tworząc tam Państwową Szkołę Morską w Szczecinie. W roku 1951 przekształcono Państwową Szkołę Morską w Gdyni w 5-letnie Technikum Morskie Mechaniczne i rozpoczęto przyjmowanie kandydatów z ukończoną szkołą podstawową (7 klas). Eksperyment ten nie zdał egzaminu. W 1954 roku na Wydziale Mechanicznym powołano klasę elektryków. W 1958 roku szkoła została przekształcona na pomaturalną szkołę techniczną z dwoma wydziałami: Mechanicznym i Elektrycznym, wracając do nazwy Państwowa Szkoła Morska.
Decyzją władz państwowych w latach 1967–1968 włączono w skład Państwowej Szkoły Morskiej w Gdyni Państwową Szkołę Rybołówstwa Morskiego w Gdyni, ujednolicono strukturę obu szkół na wydziałową, taką jaka była w PSM, przeprowadzono odpowiednie działania w zakresie dostosowania kwalifikacji kadry wykładowców do wymogów prawnych obowiązujących w szkolnictwie wyższym i zatrudniono odpowiednio liczną kadrę o wyższych kwalifikacjach naukowych. W roku 1968 przekształcono Państwową Szkołę Morską w Gdyni w Wyższą Szkołę Morską w Gdyni. Jako Wyższa Szkoła Morska (WSM) w Gdyni uczelnia rozpoczęła działalność dydaktyczną 1 października 1969 roku. W momencie przekształcenia PSM w WSM utworzono nieistniejący w okresie powojennym Wydział Administracyjny. W roku 1969 WSM dysponowała flotą statków szkolnych składającą się z 4 jednostek – s/v Dar Pomorza, m/s Horyzont, m/s Zenit i s/s Jan Turlejski, a od 1974 roku również statkiem szkolno-towarowym m/s Antoni Garnuszewski. W 1982 roku, na miejsce wycofanego z eksploatacji s/v Daru Pomorza do eksploatacji wszedł żaglowiec Dar Młodzieży, a w 2000 roku – statek szkoleniowo-badawczy MS Horyzont II.

### Wyższa Szkoła Morska w Gdyni

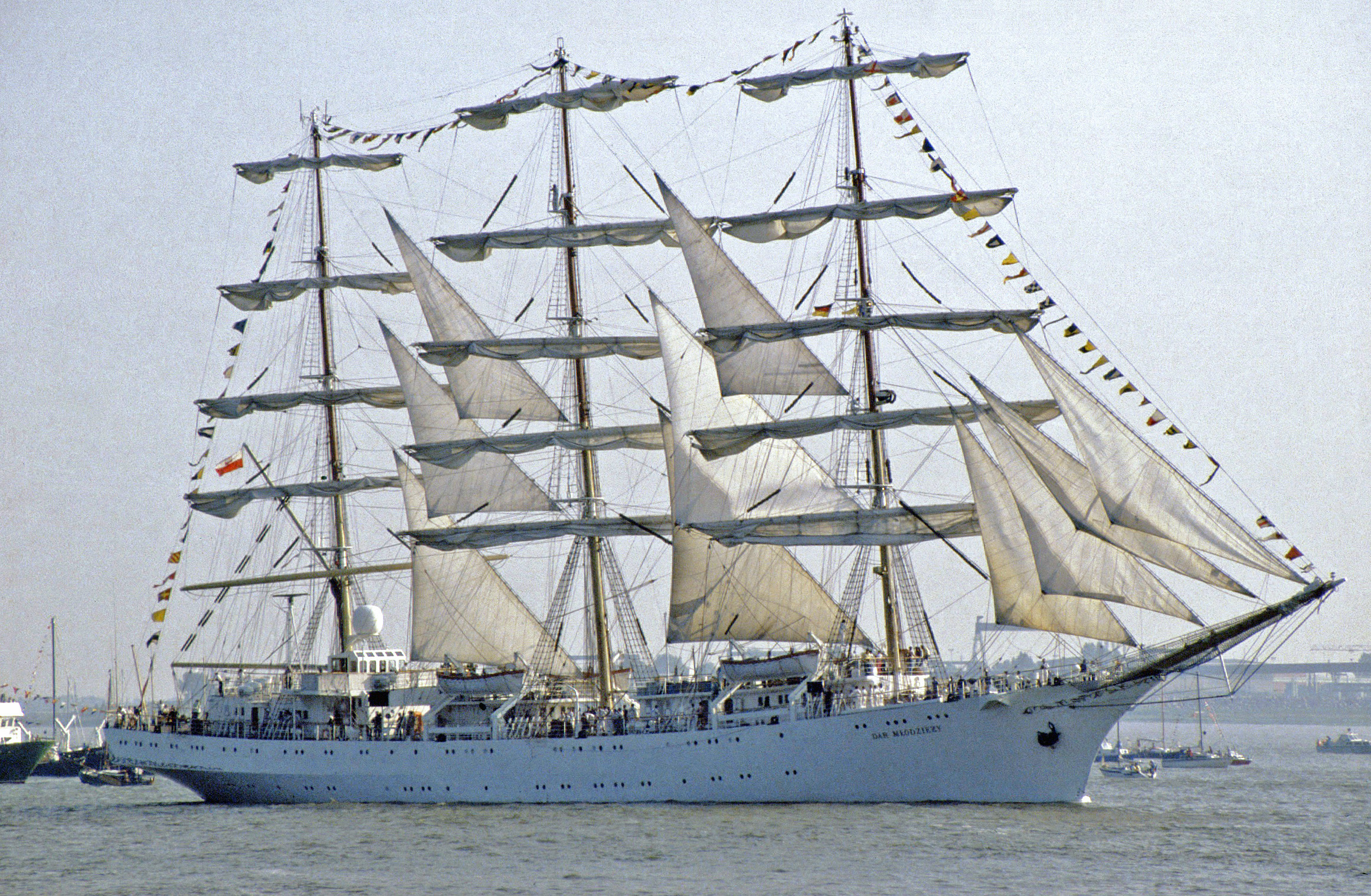
STS Dar Młodzieży

Wyższa Szkoła Morska w Gdyni kształciła studentów z założeniem, że będą to wyłącznie załogi pływające i przyszli oficerowie PMH oraz studenci zagraniczni. Studia odbywały się na czterech wydziałach: Nawigacyjnym, Mechanicznym, Elektrycznym i Administracyjnym (specjalność Intendentura Okrętowa), przy czym Wydział Elektryczny kształcił studentów na dwóch, znacznie różniących się od siebie kierunkach: Elektrotechnika Okrętowa (specjalność działu maszynowego statku) i Radiokomunikacja Morska (dział pokładowy). Od roku 1977 absolwentom studiów dziennych nadawano stopnie magisterskie. Absolwenci Wydziału Administracyjnego otrzymywali dyplom magistra, pozostali absolwenci dyplomy magistra inżyniera. W okresie trzech pierwszych lat studenci odbywali jednocześnie zasadniczą służbę wojskową, w formie studium, znacznie różniącego się od wojskowego szkolenia studentów uczelni lądowych, z programem zajęć także polowych, część z nich na terenach treningowych Marynarki Wojennej. Uczelnia pozyskała cztery Domy Studenta. Trzy z nich – własność WSM – oddano do użytku jako nowe, wiosną i latem 1977 roku i korzystali z nich studenci lat II, III, IV i V przez wszystkie miesiące roku. Były to 11-piętrowe, typowe, wielkopłytowe bloki mieszkalne, w równej liczbie wyposażone w mieszkania 1-, 2- i 3-pokojowe, wybudowane przy ul. Beniowskiego w Gdyni, w sąsiedztwie ściany lasu i w pobliżu gmachu głównego uczelni, z ówcześnie najlepszą w Gdyni panoramą zespołu portów i stoczni, Oksywia i Zatoki Gdańskiej, po Półwysep Helski i miasto Hel, a od zachodu na lasy Trójmiejskiego Parku Krajobrazowego. Czwartym akademikiem był dom wypoczynkowy, przy ul. Sędzickiego, u stóp Kamiennej Góry, w bezpośrednim sąsiedztwie ówczesnej siedziby i plenerów Muzeum Marynarki Wojennej i plaży miejskiej. Poza okresem letnim użyczany Wyższej Szkole Morskiej przez przedsiębiorstwo Polskie Linie Oceaniczne służył za akademik dla studentów I roku wszystkich wydziałów. Studiujące dziewczęta i małżeństwa studenckie, od roku 1982 także studenckie małżeństwa z dziećmi, przez cały okres studiów kwaterowano w akademikach przy ul. Beniowskiego. Młoda kadra naukowa korzystała z hotelu asystenckiego – pawilonu na terenie zespołu gmachu głównego uczelni. Oddanie do użytku zespołu akademików przy Beniowskiego umożliwiło zwolnienie na cele dydaktyczne skrajnie już przetłoczonych studenckich pomieszczeń mieszkalnych prawego skrzydła gmachu głównego. Przeniesiono tam Wydział Elektryczny. Z drugiego ze skrzydeł bocznych skorzystał Wydział Mechaniczny, gdy wydziały Nawigacyjny i Administracji zajmowały gmach przy Skwerze Kościuszki. Część środkową gmachu głównego zajęły rektorat i jednostki (studia) międzywydziałowe. Na przełomie lat 70. i 80. gmach główny podwyższono o kolejne piętro. Równolegle zmaterializowano projekt budowy żaglowca szkolnego Dar Młodzieży i przygotowano budowę hali sportowej, dokończoną nieco później. W roku 1980 z rozmachem zorganizowano obchody 50. rocznicy przeniesienia Szkoły Morskiej z Tczewa do Gdyni, organizując przy tej okazji światowy zjazd absolwentów, w tym pierwszy i obiektywnie ostatni możliwy światowy zjazd uczniów Szkoły Morskiej w Tczewie. W owym okresie, znacznego wzrostu bazy i przemiany specyficznej szkoły pomaturalnej w wyższą uczelnię techniczną, jej rektorem był J.M. prof. dr hab. kpt. ż.w. Daniel Duda. Ulica Morska nosiła ówcześnie nazwę Czerwonych Kosynierów.

### Akademia Morska w Gdyni

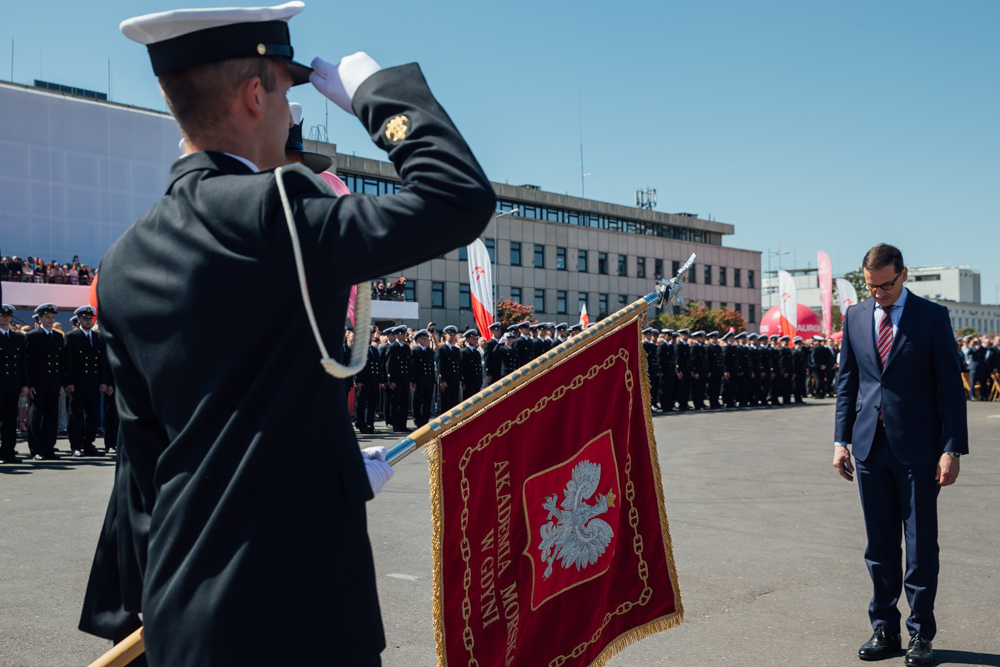
Uroczystości wyjścia Daru Młodzieży w Rejs Niepodległości, 2018

W 2001 uczelnia otrzymała status akademii i nazwę Akademia Morska w Gdyni. Rektorami od tego czasu byli Piotr Przybyłowski (do 2002), Józef Andrzej Lisowski (2002–2008), Romuald Cwilewicz (2008–2012), Piotr Jędrzejowicz (2012–2016), Janusz Zarębski (od 2016).
Do 2009 roku studenci odbywali obowiązkowe, trwające 4 semestry (wcześniej, w WSM było to 6 semestrów) szkolenie wojskowe, składając przysięgę wojskową i otrzymując w jego trakcie niższe stopnie wojskowe, zwykle marynarza, starszego marynarza i mata oraz nosząc tytuł podchorążego. Szkolenie wojskowe kończył egzamin oficerski, potwierdzany świadectwem. Obecnie Studium Wojskowe wycofano z programu nauczania.

### Uniwersytet Morski w Gdyni
Na podstawie rozporządzenia Ministra Gospodarki Morskiej i Żeglugi Śródlądowej z dnia 2 lipca 2018 roku Akademia Morska w Gdyni z dniem 1 września 2018 roku przyjęła nazwę Uniwersytet Morski w Gdyni. Rektorem był wówczas prof. dr hab. inż. Janusz Zarębski.
21 maja 2020 roku rektorem uczelni został wybrany prof. dr hab. inż. kpt. ż.w. Adam Weintrit, który objął urząd 1 września 2020 roku.
W IV kwartale 2021 roku na terenie kampusu planowane jest rozpoczęcie budowy hali sportowej. W dalszej kolejności planowane są akademik przy nowej hali i Centrum Offshore przy Nabrzeżu Wisłoujście w Gdańsku.

## Podstawowe statystyki
Według stanu na 1 października 2005 roku w Akademii Morskiej zatrudnionych jest 390 nauczycieli akademickich, z których 71 posiada dyplomy morskie. Na uczelni jest zatrudnionych 79 profesorów zwyczajnych i nadzwyczajnych oraz 125 adiunktów.

## Program dydaktyczny
Uniwersytet kształci studentów w systemach stacjonarnym i niestacjonarnym, na poziomach inżynierskim, magisterskim, licencjackim i magisterskim uzupełniającym, których w roku akademickim 2004/2005 było ponad 8000.
Absolwenci uczelni otrzymują tytuł inżyniera lub magistra inżyniera. Na podstawie dyplomu ukończenia uniwersytetu (wcześniej akademii) absolwenci specjalności morskich mają prawo ubiegać się w Urzędach Morskich o wydanie dyplomów np. oficera wachtowego, mechanika wachtowego itd.
Uniwersytet Morski w Gdyni posiada uprawnienia do nadawania stopni naukowych:
- Wydział Elektryczny:
  - doktor nauk technicznych w zakresie elektroniki
  - doktor nauk technicznych w zakresie elektrotechniki
  - doktor habilitowany nauk technicznych w zakresie elektrotechniki
- Wydział Mechaniczny:
  - doktor nauk technicznych w zakresie budowy i eksploatacji maszyn
- Wydział Nawigacyjny:
  - doktor nauk technicznych w zakresie transportu
- Wydział Zarządzania i Nauk o Jakości:
  - doktor nauk ekonomicznych w zakresie towaroznawstwa
  - doktor habilitowany nauk ekonomicznych w zakresie towaroznawstwa

Szkoła jest członkiem Międzynarodowego Stowarzyszenia Uczelni Morskich (IAMU).

## Władze Uczelni
W kadencji 2020–2024:
| Stanowisko                         | Imię i nazwisko                             |
| ---------------------------------- | ------------------------------------------- |
| Rektor                             | prof. dr hab. inż. kpt. ż. w. Adam Weintrit |
| Prorektor ds. Nauki                | dr hab. Dariusz Barbucha                    |
| Prorektor ds. Studenckich          | dr hab. inż. Mirosław Czechowski            |
| Prorektor ds. Kształcenia          | dr hab. Sambor Guze                         |
| Prorektor ds. Współpracy i Rozwoju | prof. dr hab. inż. Tomasz Tarasiuk          |
| Kanclerz                           | mgr Filip Malata                            |

## Wydziały
Obecnie uczelnia daje możliwość podjęcia studiów na dziewięciu kierunkach prowadzonych na czterech wydziałach.
- Wydział Zarządzania i Nauk o Jakości
  - Zarządzanie
  - Nauki o Jakości

- Wydział Mechaniczny
  - Mechanika i Budowa maszyn
  - Eksploatacja i Diagnostyka systemów technicznych

- Wydział Elektryczny
  - Elektronika i Telekomunikacja
  - Elektrotechnika
  - Technologie kosmiczne i satelitarne

- Wydział Nawigacyjny
  - Nawigacja
  - Transport

- Wydział Informatyki
  - Informatyka

## Statki szkolne

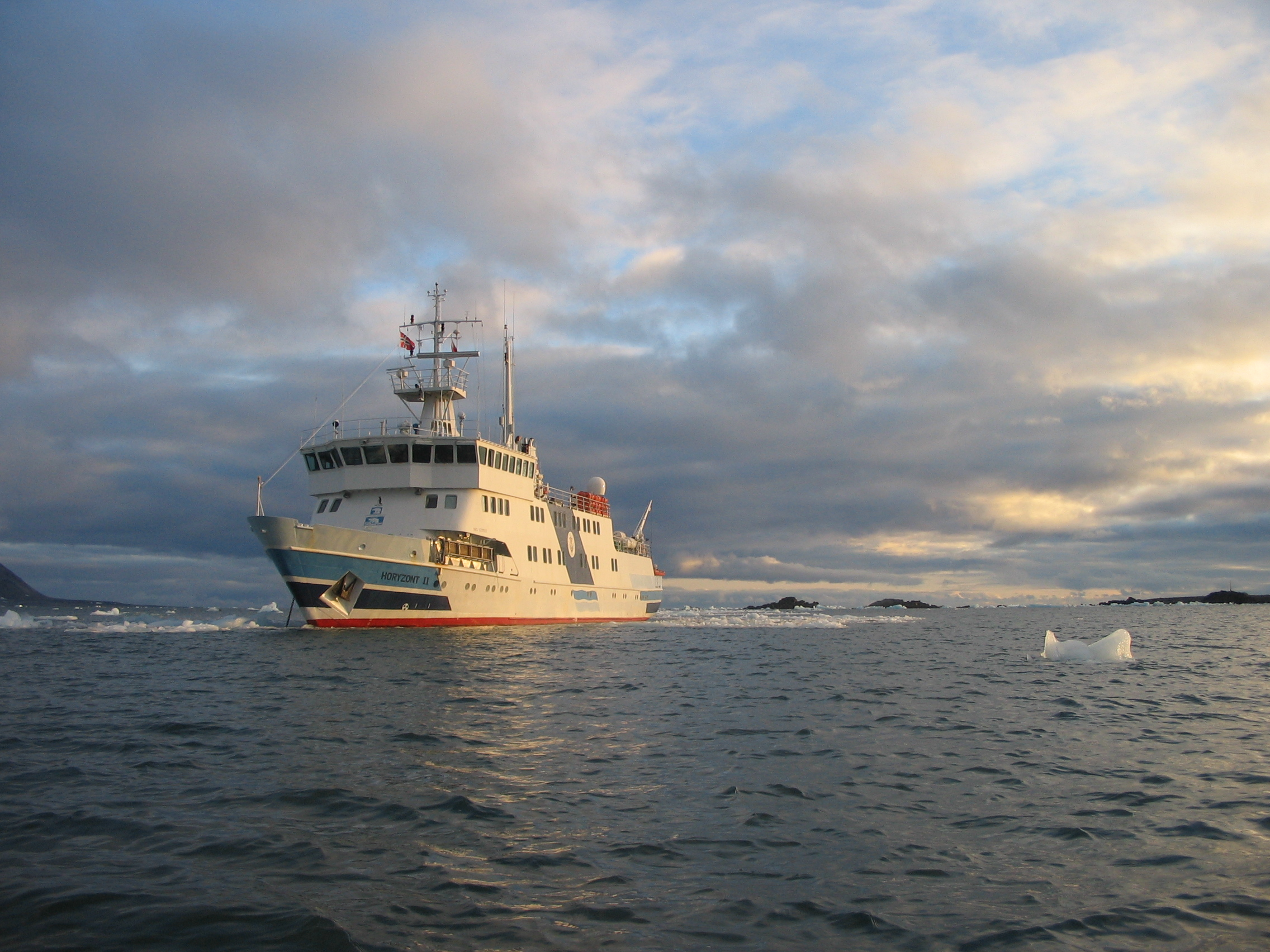
MS Horyzont II

### aktualne
- st/s Dar Młodzieży, żaglowiec; od 4 lipca 1982 roku
- r/v Horyzont II, motorowy statek badawczo-szkoleniowy; od 27 kwietnia 2000 roku

### byłe
- m/s Antoni Garnuszewski, statek szkolno-towarowy
- st/s Dar Pomorza, fregata szkoleniowa
- m/v Horyzont, statek szkolny Państwowej (PSM) i Wyższej (WSM) Szkoły Morskiej w Gdyni; 1964–1999)
- m/v Zenit, statek szkolny Państwowej (PSM) i Wyższej (WSM) Szkoły Morskiej w Gdyni (1964–1999?)
- s/s Jan Turlejski, statek szkolny, do roku 1968 Państwowej Szkoły Rybołówstwa Morskiego
- st/s STS Lwów, żaglowiec szkoleniowy

## Dawni wykładowcy
- Stanisław Matysik[12]

- Karol Olgierd Borchardt

## Ordery i odznaczenia
- Złoty Krzyż Zasługi (3 grudnia 1930)[13]